# Nowa Brama Chełmińska w Toruniu
Nowa Brama Chełmińska w Toruniu – północna brama miejska wchodząca w skład Twierdzy Toruń, która znajdowała się za murami miasta, na osi dzisiejszej ulicy Uniwersyteckiej. Nazwą nawiązywała do średniowiecznej Bramy Chełmińskiej.
Została wzniesiona w latach 1823–1824 lub 1824–1825. Wchodziła w skład wewnętrznego pierścienia Twierdzy Toruń. Została zbudowana w stylu późnogotyckim, z odwzorowaniem dekoracji maswerkowej z Bramy Żeglarskiej. Prawdopodobnie celowo wykorzystano lokalny gotycki wzorzec, który nawiązywałby do średniowiecznego budownictwa obronnego Torunia. W 1886 roku bramę przebudowano na dwuprzejazdową, zachowano dekoracje elewacji. Brama została rozebrana ok. 1922 roku. Według innego źródła rozbiórka miała miejsce pod koniec lat 20.
Po Bramie zachowały się dawne Koszary, w których mieściło się laboratorium amunicyjne. Blok koszary składał się z trzech skrzydeł, mających po 16 komór, dzielących się na 26 pomieszczeń. W celu ochrony i wykorzystania budynku w 2016 roku rozpoczęto pracę nad adaptowaniem koszar w muzeum. Efektem prac było utworzenie Muzeum Twierdzy Toruń.
Wygląd Bramy Chełmińskiej jest znany z dwóch rysunków pochodzących ze stycznia 1824 i czerwca 1825 roku. Rysunki znajdują się w zbiorach Tajnego Archiwum Państwowego Pruskiego Dziedzictwa Kulturowego w Berlinie.